# Ischnosiphon grandibracteatus
Ischnosiphon grandibracteatus är en strimbladsväxtart som beskrevs av Ludwig Eduard Loesener. Ischnosiphon grandibracteatus ingår i släktet Ischnosiphon och familjen strimbladsväxter. Inga underarter finns listade.